# 😷
😷 (face with medical mask, gezicht met doktersmasker) is een teken uit de Unicode-karakterset dat een gezicht met een mondkapje voorstelt. Deze emoji is in 2010 geïntroduceerd met de Unicode 6.0-standaard.

## Betekenis
Deze emoji geeft een gezicht met een mondkapje weer. In 2020 werd door onder andere Apple en Samsung de weergave aangepast waardoor de emoji blij kijkt. Deze aanpassing werd doorgevoerd naar aanleiding van de coronapandemie om het dragen van mondkapjes te bevorderen.

## Codering

De Twemoji-implementatie

### Unicode
In Unicode vindt men de 😷 onder de code U+1F637 (hex).

### HTML
In HTML kan men in hex de volgende code gebruiken: &#1F637;

### Shortcode
In software die shortcode ondersteunt zoals Slack en GitHub kan het karakter worden opgeroepen met de codes :mask: of :face_with_medical_mask:.

### Unicode-annotatie
De Unicode-annotatie voor toepassingen in het Nederlands (bijvoorbeeld een Nederlandstalig smartphonetoetsenbord) is gezicht met doktersmasker. De emoji is ook te vinden met de sleutelwoorden dokter, gezicht, koud, masker, medicijn en ziek.